# Chimpanseeoorlog in Gombe National Park
De chimpanseeoorlog in Gombe National Park is een gewelddadig conflict dat zich in de jaren zeventig afspeelde tussen twee groepen chimpansees in Gombe National Park in Tanzania.
De strijdlustige groepen waren de Kasakela- en de Kahama-gemeenschap, die territoria bewoonden in de noordelijke en zuidelijke gebieden van het park. De groepen vormden voorheen één harmonieuze gemeenschap, maar in 1974 merkte onderzoeker Jane Goodall, die de gemeenschap onderzocht, voor het eerst dat de chimpansees zich opsplitsten in een noordelijke en een zuidelijke subgroep. Latere analyses met behulp van computers lieten aan de hand van Goodalls aantekeningen zien dat de sociale kloof tussen de twee groepen al aanwezig was sinds 1971.